# Боривоје Кандић
Боривоје Бора Кандић (Мостар, 13. мај 1961 — Београд, 7. децембар 2020) био је југословенски и српски глумац, син глумца Милоша Кандића.

## Биографија
Рођен је 1961. године у Мостару, где је његов отац Милош као глумац имао ангажман и упознао његову мајку Неду. Са породицом се 1968. године преселио у Београд. Завршио је Економску школу „Нада Димић” Земун, након чега је уписао глуму у Новом Саду на Академији уметности у класи Бранка Плеше. Након тога ипак је конкурисао за Факултет драмских уметности уметности у Београду, где је примљен у класу Арсенија Јовановића.
Године 1998. преселио се у Аустралију, прво је живео у Перту, а потом у Мелбурну и Сиднеју. У Србију се вратио 2007. године.
Преминуо је 7. децембра 2020. године у Београду, а сахрањен је на Новом бежанијском гробљу.

## Каријера
Прву улогу имао је у филму Шећерна водица, 1983. године, након чега је имао улогу Ђоке у филму Варљиво лето ’68. Појавио се у три епизоде ТВ серије Дај ми крила један круг, а након тога у ТВ филму Родољупци као Скоротеча. У ТВ серији Соба 405 био је у улози Љубиног оца, а у серији Вук Караџић појавио се у четири епизоде као млади Вук Караџић. Остварио је мању улогу у ТВ серији Сазвежђе белог дуда из 1987. године, након чега се појавио у четири епизоде серије Доме, слатки доме као геније. У ТВ филмовима Ваљевска болница и Колубарска битка из 1990. године појавио се у улози Сибина, након тога у мањој улози таксисте у филму Булевар револуције. Као конобар глумио је у једној епизоди ТВ серије Волим и ја неранџе... но трпим, након чега се у ТВ серији Театар у Срба појавио у једној епизоди као Вук Стефановић Караџић.
Глумио је у филму Дневник увреда 1993. из 1994. године, а након тога у две епизоде ТВ серије Крај династије Обреновић као Ренато, италијански новинар. Током 1995. појавио се у ТВ филмовима Знакови, Све ће то народ позлатити као Божидар посилни и Симпатија и антипатија као Алекса. Глумио је путника у ГСП-у и ликовног критичара у две епизоде ТВ серије Срећни људи, након тога и младог шверцера у ТВ серији Горе доле. У ТВ серији То се само свици играју из 1996. године био је у улози глумца, а након тога у улози Миљана у пет епизода серије Мали кућни графити. Након вишегодишње паузе појавио се у ТВ филму Живот је марш из 2003. године, потом у серији Сељаци као адвокат, а последњу улогу имао је у ТВ серији Грех њене мајке, где се 2010. године појавио као власуљар у две епизоде.
У периоду од 1986. до 1997. године био је члан Југословенског драмског позоришта, где је имао низ запажених улога у представама као што су Колубарска битка, Зли дуси, Мали принц, Родољупци, Дом Бергаманових, Сеобе, Госпођа Колонтај, Ружење народа, Шта то Кабуш погрешно ради, Ваљевска болница, Жак или Покорност, Сумњиво лице, Марио и мађионичар, Не очавајте никад, Веселе жене виндзорске и Терговци. Поред каријере у Југословенском драмском позоришту играо је и у Српском народном позоришту у Новом Саду и Звездара театру у Београду.

## Улоге
| Год.       | Назив                          | Улога                            |
| ---------- | ------------------------------ | -------------------------------- |
| 1980-е     |                                |                                  |
| 1983.      | Шећерна водица                 |                                  |
| 1984.      | Варљиво лето '68               | Петров друг Ђока                 |
| 1984.      | Варљиво лето ’68 (ТВ серија)   | Петров друг Ђока                 |
| 1985.      | Дај ми крила један круг        |                                  |
| 1986.      | Родољупци                      | Скоротеча                        |
| 1987.      | Сазвежђе белог дуда            |                                  |
| 1987.      | Вук Караџић                    | млади Вук Караџић                |
| 1989.      | Доме, слатки доме              | геније                           |
| 1990-е     |                                |                                  |
| 1990.      | Колубарска битка               | Сибин                            |
| 1990.      | Ваљевска болница               | Сибин                            |
| 1992.      | Булевар револуције             | таксиста                         |
| 1992-1993. | Волим и ја неранџе... но трпим | конобар                          |
| 1993.      | Театар у Срба                  | Вук Караџић                      |
| 1993.      | Срећни људи                    | ликовни критичар, путник у ГСП-у |
| 1994.      | Дневник увреда 1993.           |                                  |
| 1995.      | Симпатија и антипатија         | Алекса                           |
| 1995.      | Све ће то народ позлатити      | Божидар                          |
| 1995.      | Знакови                        |                                  |
| 1995.      | Крај династије Обреновић       | Ренато, италијански новинар      |
| 1996.      | То се само свици играју        | глумац                           |
| 1996.      | Срећни људи 2                  | путник у ГСП-у                   |
| 1996.      | Горе доле                      | млади шверцер                    |
| 1996.      | Мали кућни графити             | Миљан                            |
| 2000-е     |                                |                                  |
| 2003.      | Живот је марш                  |                                  |
| 2003.      | Сељаци                         | адвокат                          |
| 2010-е     |                                |                                  |
| 2010.      | Грех њене мајке                | власуљар                         |